# Adrien d’Amboise

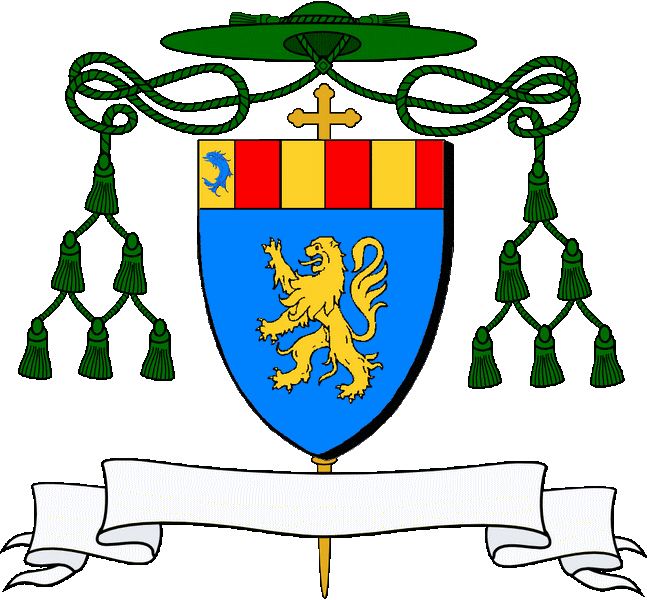
Wappen des Bischofs Adrien d'Ambroise

Adrien d’Amboise (* 1551; † 28. Juli 1616) war königlicher Kaplan und Bischof von Tréguier.

## Leben
Er war der Sohn von Jean d’Amboise. Er war kein Mitglied des Hauses von Amboise. Adrien d’Amboise studierte Literatur und Philosophie am Collège de Navarre, wandte sich dann aber der Theologie zu. 1580 wurde er Rektor der Sorbonne. 1582 schloss er das Studium der Theologie ab, wenig später die Promotion.
König Heinrich IV. machte ihn 1594, bei seiner Ankunft in Paris zu seinem Beichtvater und zum Grand maître des Collège de Navarre. 1595 wurde er anstelle von Christophe Aubry Pfarrer an der Kirche Saint-André-des-Arts. 1604 machte ihn Heinrich IV. zum Bischof von Tréguier.
Adrien d’Amboise wurde in der Kathedrale von Tréguier bestattet.